# Liste des partis politiques aux États-Unis
Ceci est une liste des partis politiques aux États-Unis, à la fois passé et présent.

## Partis ayant une représentation fédérale
Situation après les élections de novembre 2020
Répartition actuelle des sièges au Congrès
| Partis Politiques | La chambre des Représentants | Sénat |
| ----------------- | ---------------------------- | ----- |
| Parti républicain | 211                          | 50    |
| Parti démocrate   | 219                          | 48    |
| Indépendant       | 0                            | 2     |

Dirigeants de la Chambre des représentants
| Position                | Représentant        |
| Président de la Chambre | Mike Johnson (R)    |
| Leader de la majorité   | Steve Scalise (R)   |
| Chef de la minorité     | Hakeem Jeffries (D) |

Dirigeants du Sénat
| Position               | Sénateur            |
| ---------------------- | ------------------- |
| Présidente du Sénat    | Kamala Harris (D)   |
| Présidente Pro Tempore | Patty Murray (D)    |
| Chef de la majorité    | Chuck Schumer (D)   |
| Chef de la minorité    | Mitch McConnell (R) |

Le vice-président des États-Unis a le poste de président du Sénat. Le vice-président, en tant que président du Sénat, a le devoir de faire pencher la balance en cas d'égalité des voix — un nombre égal de sénateurs votant à la fois pour et contre une motion.

## Partis avec représentation au niveau des États
| Les Partis Politiques                    | Nombre de sièges dans les chambres basses des États | Nombre de sièges dans les chambres hautes des États | Gouverneurs |
| ---------------------------------------- | --------------------------------------------------- | --------------------------------------------------- | ----------- |
| Parti républicain                        | 3,047                                               | 1,158                                               | 34          |
| Parti démocrate                          | 2,339                                               | 804                                                 | 15          |
| Parti progressiste du Vermont            | 7                                                   | 3                                                   | 0           |
| Parti libertarien                        | 3                                                   | 1                                                   | 0           |
| Parti vert,                              | 2                                                   | 0                                                   | 0           |
| Parti des familles ouvrières             | 1                                                   | 1                                                   | 0           |
| Parti de l'indépendance de New York (en) | 1                                                   | 0                                                   | 0           |
| Indépendant                              | 15                                                  | 3                                                   | 1           |
| Vacant                                   | 4                                                   | 3                                                   | 0           |
| Total                                    | 5,411                                               | 1,972                                               | 50          |

## Partis actifs

### Grands partis
Aux États-Unis, deux partis politiques dominent la vie politique depuis la fin du XIXe siècle : le parti démocrate et le parti républicain. Ce bipartisme strict est encouragé par le scrutin uninominal majoritaire à un tour.
Le rattachement partisan des électeurs est indiqué sur les listes électorales.
| Parti politique   | Fondé en | Affiliations internationales   |
| ----------------- | -------- | ------------------------------ |
| Parti démocrate   | 1828     | Alliance progressiste          |
| Parti républicain | 1854     | Union démocrate internationale |

### Tiers partis
| Parti politique                               | Fondé en | Affiliation internationale                                        |
| --------------------------------------------- | -------- | ----------------------------------------------------------------- |
| Parti vert des États-Unis                     | 2001     | Les Verts mondiaux                                                |
| Parti libertarien                             | 1971     | Alliance internationale des partis libertariens Interlibertarians |
| Parti de la réforme des États-Unis d'Amérique | 1995     | United We Stand America                                           |
| Parti de la Constitution                      | 1992     | U.S. Taxpayers' Party                                             |

### Partis politiques mineurs

#### Nationaux
Cette liste de petits partis ne comprend pas les indépendants.
| Parti politique                                | Fondé en | Ancien nom                                                                           | Affiliation internationale                                  |
| ---------------------------------------------- | -------- | ------------------------------------------------------------------------------------ | ----------------------------------------------------------- |
| Parti de la liberté américaine                 | 2010     | American Third Position Party                                                        |                                                             |
| America First Party (2002) (en)                | 2002     |                                                                                      |                                                             |
| Parti de la solidarité américaine              | 2011     | Christian Democratic Party USA                                                       |                                                             |
| American Delta Party (en)                      | 2016     |                                                                                      |                                                             |
| American Populist Party (en)*                  | 2009     |                                                                                      |                                                             |
| America's Party (political party) (en)         | 2008     | America's Independent Party                                                          |                                                             |
| Black Riders Liberation Party (en)             | 1996     |                                                                                      |                                                             |
| Christian Liberty Party (en)*                  | 1996     | American Heritage Party                                                              |                                                             |
| Citizens Party of the United States (en)       | 2004     | New American Independent Party                                                       |                                                             |
| Parti communiste des États-Unis                | 1919     | Workers Party of America (en) Workers (Communist) Party of America                   | Rencontre internationale des partis communistes et ouvriers |
| Socialistes démocrates d'Amérique              | 1982     | Organisation du comité socialiste démocratique (en) Nouveau mouvement américain (en) | Internationale socialiste (jusqu'en 2017)                   |
| Freedom Socialist Party (en)                   | 1966     | Committee for Revolutionary International Regroupment                                |                                                             |
| Humane Party (en)                              | 2009     |                                                                                      |                                                             |
| Independent American Party (en)                | 1998     |                                                                                      |                                                             |
| Parti de la justice                            | 2011     |                                                                                      |                                                             |
| Legal Marijuana Now Party (en)                 | 1998     |                                                                                      |                                                             |
| Modern Whig Party (en)                         | 2007     |                                                                                      |                                                             |
| Mouvement national-socialiste                  | 1974     | Mouvement national-socialiste des travailleurs américains pour la liberté            | Union mondiale des nationaux-socialistes                    |
| New Black Panther Party                        | 1989     |                                                                                      |                                                             |
| Objectivist Party (en)                         | 2008     |                                                                                      |                                                             |
| Parti pour le Socialisme et la Libération (en) | 2004     |                                                                                      |                                                             |
| Parti paix et liberté                          | 1967     |                                                                                      |                                                             |
| Parti de la prohibition                        | 1869     |                                                                                      |                                                             |
| Royalist Party USA                             | 2014     |                                                                                      |                                                             |
| Action socialiste                              | 1983     |                                                                                      | Quatrième Internationale                                    |
| Socialiste Alternative (en)                    | 1986     | Labor Militant                                                                       | Comité pour une Internationale ouvrière                     |
| Parti de l'égalité socialiste                  | 1966     | Workers League                                                                       | Comité international de la Quatrième Internationale         |
| Parti socialiste des États-Unis                | 1973     | Debs Caucus Union for Democratic Socialism                                           |                                                             |
| Parti ouvrier socialiste d'Amérique            | 1876     | Workingmen's Party (en) (1876–1877) Socialistic Labor Party (1877–1880s)             |                                                             |
| Parti socialiste des travailleurs              | 1938     |                                                                                      | Pathfinder tendency (en)                                    |
| Traditionalist Workers Party (en)              | 2015     |                                                                                      |                                                             |
| Parti de la marijuana des États-Unis           | 2002     |                                                                                      |                                                             |
| United States Pacifist Party (en)              | 1983     |                                                                                      |                                                             |
| Parti pirate des États-Unis (en)               | 2006     |                                                                                      | Parti pirate international (observateur)                    |
| Unity Party of America (en)                    | 2004     |                                                                                      |                                                             |
| Parti des vétérans d'Amérique (en)             | 2013     |                                                                                      |                                                             |
| Parti du monde des travailleurs                | 1959     |                                                                                      |                                                             |

#### Locaux
- Parti indépendantiste alaskien
- Parti indépendantiste portoricain
- Parti progressiste du Vermont
- Parti des familles travailleuses (État de New York)
- Parti indépendant du Connecticut
- Parti indépendant du Minnesota
- Parti national californien

## Anciens partis
| Nom                                      | Fondation | Disparition |
| ---------------------------------------- | --------- | ----------- |
| Parti fédéraliste                        | 1789      | 1820        |
| Parti républicain-démocrate              | 1792      | 1824        |
| Toleration Party (en)                    | 1816      | 1827        |
| Parti national-républicain               | 1825      | 1833        |
| Parti anti-maçonnique                    | 1826      | 1838        |
| Nullifier Party (en)                     | 1830      | 1839        |
| Parti whig                               | 1833      | 1856        |
| Parti de la liberté                      | 1840      | 1848        |
| Law and Order Party of Rhode Island (en) | 1840s     | 1840        |
| Know Nothing                             | 1843      | 1854        |
| Parti du sol libre                       | 1848      | 1855        |
| Anti-Nebraska Party (en)                 | 1854      | 1854        |
| Parti d'opposition (en)                  | 1854      | 1858        |
| Parti de l'Union constitutionnelle       | 1860      | 1860        |
| Unconditional Union Party (en)           | 1861      | 1866        |
| Parti de l'union national (en)           | 1864      | 1868        |
| Parti Readjuster                         | 1870      | 1885        |
| People's Party of Utah (en)              | 1870      | 1891        |
| Parti Libéral (Utah) (en)                | 1870      | 1893        |
| Parti libéral républicain                | 1872      | 1872        |
| Greenback Party                          | 1874      | 1884        |
| Parti populiste                          | 1876      | 1908        |
| Anti-Monopoly Party (en)                 | 1884      | 1884        |
| Silver Party (en)                        | 1892      | 1902        |
| National Democratic Party (en)           | 1896      | 1900        |
| Silver Republican Party (en)             | 1896      | 1900        |
| Social Democracy of America (en)         | 1897      | 1900        |
| Parti social démocrate                   | 1898      | 1901        |
| Home Rule Party of Hawaii (en)           | 1900      | 1912        |
| Parti socialiste d'Amérique              | 1901      | 1972        |
| United States Independence Party (en)    | 1906      | 1914        |
| Parti progressiste                       | 1912      | 1914        |
| National Woman's Party                   | 1913      | 1930        |
| Farmer-Labor Party                       | 1918      | 1944        |
| Parti Prolétarien des États-Unis         | 1920      | 1971        |
| Puerto Rican Nationalist Party           | 1922      | 1965        |
| Communist League of America              | 1928      | 1934        |
| American Workers Party                   | 1933      | 1934        |
| Workers Party of the United States       | 1934      | 1938        |
| Union Party                              | 1936      | 1936        |
| American Labor Party                     | 1936      | 1956        |
| America First Party                      | 1944      | 1996        |
| Progressive Party                        | 1948      | 1955        |
| Parti Végétarien                         | 1948      | 1964        |
| Constitution Party                       | 1952      | 1968?       |
| Puerto Rican Socialist Party             | 1959      | 1993        |
| Mississippi Freedom Democratic Party     | 1964      | 1964        |
| Parti Patriote                           | 1960s     | 1980s       |
| Youth International Party                | 1967      | 1967        |
| Communist Workers Party                  | 1969      | 1985        |
| United Citizens Party                    | 1969      | 2008?       |
| La Raza Unida                            | 1970      | 2012        |
| People's Party                           | 1971      | 1976        |
| New Union Party                          | 1974      | 2005?       |
| U.S. Labor Party                         | 1975      | 1979        |
| Concerned Citizens Party                 | 1975      | 1992        |
| Citizens Party                           | 1979      | 1984        |
| New Alliance Party                       | 1979      | 1992        |
| New Party                                | 1992      | 1998        |
| Parti de la loi naturelle                | 1992      | 2004        |
| New Jersey Conservative Party            | 1992      | 2009        |
| American Falangist Party                 | 1995      | 2000        |
| Labor Party                              | 1996      | 2007        |
| Marijuana Reform Party                   | 1998      | 2002        |
| Southern Party                           | 1999      | 2003        |
| Moderate Party                           | 2005      | 2008        |
| Boston Tea Party                         | 2006      | 2012        |
| Connecticut for Lieberman                | 2006      | 2013        |
| Independence Party of America            | 2007      | 2013        |
| American Populist Party                  | 2009      | 2010        |